# Juvenile Hell
Juvenile Hell släpptes 1993 och är Mobb Deeps debutalbum. 

## Låtlista
- Intro
- Me And My Crew
- Locked In Spofford
- Peer Pressure
- Skit #1
- Hold Down The Fort
- Bitch Ass Nigga
- Hit It From The Back
- Skit #2
- Stomp Em Out
- Skit #3
- Peer Pressure (Large Professor Remix)
- Project Hallways
- Flavor For The Non Believes